# Jaakko Wallenius
Jaakko Wallenius (ur. 30 stycznia 1958 w Hämeenlinna, zm. 11 czerwca 2013) – fiński pisarz i dziennikarz.
Studiował historię, historię polityczną, nauki polityczne i dziennikarstwo na uniwersytetach w Turku i Tampere, ale żadnego z tych kierunków nie ukończył.
Od 1990 Jaakko Wallenius był redaktorem ekonomicznym czasopisma Länsi-Uusimaa wydawanego w Lohja i autorem wielu artykułów. 
W 2001 Jaakko Wallenius założył firmę Bittitohtori („Bit Doktor”), oferującą pomoc w obsłudze komputerów domowych oraz projektowanie stron internetowych.
W 2002 wydał książkę o OpenOffice.org pt. OpenOffice tehokäyttöön, wydaną ponownie w 2004 pt. OpenOffice – koulutuspaketti.
W 2005 Jaakko Wallenius, z pomocą fundacji wspierającej dziennikarzy Journalistisen kulttuurin edistämissäätiö Jokes, założył stronę internetową Rakasta tietokonettasi – kansalaisen tietotekniikkatieto (Pokochaj swój komputer), ukierunkowaną głównie na pomoc dziennikarzom w ich pracy.
W 2008 otrzymał grant od The Finnish Association Of Non-Fiction Writers (Stowarzyszenia Fińskich Pisarzy Literatury Faktu) na napisanie serii esejów pod wspólnym tytułem Jäähyväiset jumalille – tieteen haaste uskonnoille (Pożegnanie z bogami – wyzwanie dla religii naukowych), przetłumaczonych następnie na angielski i opublikowanych na blogu Being Human (O byciu człowiekiem). Blog był kontynuowany jako seria „Świeckich kazań dla swobodnych umysłów” (Secular sermons for free minds.), a autor publikował pod nickiem „jaskaw” także m.in. na blogach Atheist News i The Little Book for Humanity (Mała książeczka dla Ludzkości).